# Батюк, Александр Михайлович
Алекса́ндр Миха́йлович Батю́к (14 января 1960, Чернигов, Украинская ССР, СССР) — советский украинский лыжник, призёр зимних олимпийских игр, чемпион мира, заслуженный мастер спорта СССР (1982).

## Биография
- Серебряный призёр олимпийских игр 1984 (эстафета 4×10 км). Участник олимпийских игр 1988 (15 км — 15 место).
- Чемпион мира 1982 (эстафета 4×10 км), серебряный призёр чемпионата мира 1987 (эстафета 4x10 км).
- Чемпион СССР 1983 в эстафете, 1985 на дистанции 50 км.

Член Федерации лыжного спорта Украины, тренер национальной сборной Украины по лыжным гонкам.
Сын, Батюк Александр Александрович, член сборной Украины по биатлону.